# 法诺阿德里亚诺
法诺阿德里亚诺（義大利語：Fano Adriano），是意大利泰拉莫省的一个市镇。总面积35平方公里，人口393人，人口密度11.2人/平方公里（2009年）。ISTAT代码为067024。